# Cyclosomini
Cyclosomini es una tribu de coleópteros adéfagos de la familia Carabidae. 

## Géneros
Tiene los siguientes subtribus y géneros:
Cyclosomina
- Cyclosomus
- Sarothrocrepis
- Tetragonoderus

Masoreina
- Anaulacus
- Atlantomasoreus
- Australomasoreus
- Leuropus
- Lophidius
- Masoreus
- Mnuphorus
- Odontomasoreus
- Paralophidius
- Somoplatodes
- Somoplatus